# Johann von Rogner
Johann Rogner, später Johann Baptist von Rogner, Pseudonym Johann Viola (* 18. Juni 1823 in Wien; † 8. Januar 1886 in Graz) war ein österreichischer Mathematiker.

## Leben
Johann Rogner arbeitete nach seinem Studium zunächst als Assistent der Lehrfächer der Elementar- und höheren Mathematik am k. k. polytechnischen Institut in Wien und wurde anschließend ordentlicher öffentlicher Professor der Elementar-Mathematik an der steiermärkisch-ständischen Ober-Realschule in Graz, wo er zugleich auch als Privatdozent der Mathematik am Joanneum wirkte.
Johann Rogner wurde später ordentlicher Professor für Elementare Mathematik und Gesamte Mathematik an der Steiermärkischen landschaftlichen Technischen Hochschule am Joanneum zu Graz bzw. nach 1874 der Kaiserlich-königlichen Technischen Hochschule in Graz.
Er war Mitglied des Naturwissenschaftlichen Vereines für Steiermark und wurde als Johann Baptist von Rogner am 2. November 1885 zum Mitglied (Matrikel-Nr. 2523) der Deutschen Akademie der Naturforscher Leopoldina gewählt.

## Schriften
Johann Rogner:
- Zur Lehre vom Dreiecke mit dem umschriebenen Kreise und den berührenden Kreisen. Damian & Sorge, Gratz 1853 (Digitalisat).
- Materialien zum Gebrauche bei und nach dem Unterrichte aus der höheren Analysis. Mit besonderer Rücksichtnahme auf die Bedürfnisse von technischen Lehranstalten, als Hilfsbuch für Lehrer und Lernende. Hesse, Gratz 1853 (Digitalisat).
- Mathematisches. In: Sechster Jahresbericht über die steiermärkisch-ständische Ober-Realschule in Gratz, für das Studienjahr 1857. Gratz 1857, S. 1–20.
- Abriß der Maßkunde. Carl Gerold’s Sohn, Wien 1860 (Digitalisat).
- Ueber Johannes Kepler’s Leben und Wirken. Festrede den 15. October 1871 bei der Vorfeier des 300jährigen Geburtstages Kepler’s zu Schloss Mühleck nächst Graz. Selbstverlag des Comité’s der Kepler-Feier, Graz 1871 (Digitalisat).

Johann Viola:
- Mathematische Sophismen. Carl Gerold, Wien 1850 (Digitalisat).